# Olympische Sommerspiele 1964/Teilnehmer (Ungarn)
| Gelbes Symbol für Goldmedaillen mit stilisierten Olympischen Ringen | Graues Symbol für Silbermedaillen mit stilisierten Olympischen Ringen | Braundes Symbol für Bronzemedaillen mit stilisierten Olympischen Ringen |
| ------------------------------------------------------------------- | --------------------------------------------------------------------- | ----------------------------------------------------------------------- |
| 10                                                                  | 7                                                                     | 4                                                                       |

Ungarn nahm an den Olympischen Sommerspielen 1964 in Tokio mit einer Delegation von 182 Athleten (150 Männer und 32 Frauen) an 111 Wettkämpfen in 17 Sportarten teil.
Die ungarischen Sportler gewannen zehn Gold-, sieben Silber- und vier Bronzemedaillen. Im Medaillenspiegel der Spiele platzierte sich Ungarn damit auf dem sechsten Platz. Olympiasieger wurden die Fechter Tibor Pézsa im Säbel-Einzel und Ildikó Rejtő im Florett-Einzel, der Moderne Fünfkämpfer Ferenc Török im Einzel, der Sportschütze László Hammerl mit dem Kleinkalibergewehr im liegenden Anschlag, die Ringer Imre Polyák im Federgewicht und István Kozma im Schwergewicht des griechisch-römischen Stils, die Florett-Fechtmannschaft der Frauen sowie die Degen-Fechtmannschaft, die Wasserballmannschaft und die Fußballmannschaft der Männer. Fahnenträger bei der Eröffnungsfeier war der Speerwerfer Gergely Kulcsár.

## Teilnehmer nach Sportarten

### Basketball
- 13. Platz
János Rácz
József Prieszol
György Pólik
Ödön Lendvay
Pál Koczka
Tibor Kangyal
András Haán
János Greminger
Árpád Glatz
László Gabányi
Miklós Boháty
János Bencze

### Boxen
- Tibor Papp
Fliegengewicht: im Achtelfinale ausgeschieden

- Gyula Török
Bantamgewicht: in der 1. Runde ausgeschieden

- János Kajdi
Leichtgewicht: im Viertelfinale ausgeschieden

- István Tóth
Halbweltergewicht: im Achtelfinale ausgeschieden

- László Sebők
Halbmittelgewicht: in der 1. Runde ausgeschieden

### Fechten
Männer
- Sándor Szabó
Florett: 7. Platz
Florett Mannschaft: 7. Platz

- László Kamuti
Florett Mannschaft: 7. Platz

- Jenő Kamuti
Florett: 5. Platz
Florett Mannschaft: 7. Platz

- József Gyuricza
Florett: im Viertelfinale ausgeschieden
Florett Mannschaft: 7. Platz

- Béla Gyarmati
Florett Mannschaft: 7. Platz

- Zoltán Nemere
Degen: 9. Platz
Degen Mannschaft: Gold

- Győző Kulcsár
Degen: 9. Platz
Degen Mannschaft: Gold

- István Kausz
Degen: im Viertelfinale ausgeschieden
Degen Mannschaft: Gold

- Tamás Gábor
Degen Mannschaft: Gold

- Árpád Bárány
Degen Mannschaft: Gold

- Tibor Pézsa
Säbel: Gold 
Säbel Mannschaft: 5. Platz

- Attila Kovács
Säbel: 9. Platz
Säbel Mannschaft: 5. Platz

- Péter Bakonyi
Säbel: 9. Platz
Säbel Mannschaft: 5. Platz

- Zoltán Horváth
Säbel Mannschaft: 5. Platz

- Miklós Meszéna
Säbel Mannschaft: 5. Platz

Frauen
- Ildikó Ujlakiné-Rejtő
Florett: Gold 
Florett Mannschaft: Gold

- Lídia Dömölky-Sákovics
Florett: 5. Platz
Florett Mannschaft: Gold

- Katalin Juhász
Florett: 5. Platz
Florett Mannschaft: Gold

- Paula Marosi
Florett Mannschaft: Gold

- Judit Ágoston-Mendelényi
Florett Mannschaft: Gold

### Fußball
- Gold 
Ferenc Bene
Tibor Csernai
Antal Dunai
János Farkas
József Gelei
Kálmán Ihász
Sándor Katona
Benő Káposzta
Antal Szentmihályi
Imre Komora
György Nagy
István Nagy
Ferenc Nógrádi
Károly Palotai
Dezső Novák
Pal Okosz
Árpád Orbán
Gusztáv Szepesi
Zoltán Varga

### Gewichtheben
- Imre Földi
Bantamgewicht: Silber

- Róbert Nagy
Bantamgewicht: 9. Platz

- Mihály Huszka
Mittelgewicht: 6. Platz

- Győző Veres
Halbschwergewicht: Bronze

- Géza Tóth
Halbschwergewicht: Silber

- Árpád Nemessányi
Mittelschwergewicht: 6. Platz

- Károly Ecser
Schwergewicht: 5. Platz

### Kanu
Männer
- Mihály Hesz
Einer-Kajak 1000 m: Silber

- György Mészáros
Zweier-Kajak 1000 m: 5. Platz
Vierer-Kajak 1000 m: 4. Platz

- Imre Szöllősi
Zweier-Kajak 1000 m: 5. Platz
Vierer-Kajak 1000 m: 4. Platz

- András Szente
Vierer-Kajak 1000 m: 4. Platz

- Imre Kemecsey
Vierer-Kajak 1000 m: 4. Platz

- András Törő
Einer-Canadier 1000 m: 4. Platz

- Árpád Soltész
Zweier-Canadier 1000 m: 4. Platz

- Antal Hajba
Zweier-Canadier 1000 m: 4. Platz

Frauen
- Mária Róka
Einer-Kajak 500 m: 8. Platz
Zweier-Kajak 500 m: 7. Platz

- Katalin Benkő
Zweier-Kajak 500 m: 7. Platz

### Leichtathletik
Männer
- Csaba Csutorás
100 m: im Vorlauf ausgeschieden
200 m: im Viertelfinale ausgeschieden
4-mal-100-Meter-Staffel: im Halbfinale ausgeschieden

- László Mihályfi
100 m: im Vorlauf ausgeschieden
4-mal-100-Meter-Staffel: im Halbfinale ausgeschieden

- Huba Rozsnyai
100 m: im Vorlauf ausgeschieden
4-mal-100-Meter-Staffel: im Halbfinale ausgeschieden

- István Gyulai
400 m: im Vorlauf ausgeschieden

- Attila Simon
1500 m: im Vorlauf ausgeschieden
3000 m Hindernis: im Vorlauf ausgeschieden

- Lajos Mecser
5000 m: im Vorlauf ausgeschieden

- János Pintér
5000 m: im Vorlauf ausgeschieden
10.000 m: Rennen nicht beendet
Marathon: 37. Platz

- József Sütő
10.000 m: 16. Platz
Marathon: 5. Platz

- Gyula Rábai
4-mal-100-Meter-Staffel: im Halbfinale ausgeschieden

- József Mácsár
3000 m Hindernis: im Vorlauf ausgeschieden

- István Göri
20 km Gehen: 15. Platz

- Antal Kiss
20 km Gehen: 21. Platz

- István Havasi
50 km Gehen: 19. Platz

- Henrik Kalocsai
Weitsprung: 28. Platz
Dreisprung: 19. Platz

- Vilmos Varjú
Kugelstoßen: Bronze

- Zsigmond Nagy
Kugelstoßen: 5. Platz

- József Szécsényi
Diskuswurf: 5. Platz

- Gyula Zsivótzky
Hammerwurf: Silber

- Sándor Eckschmiedt
Hammerwurf: 11. Platz

- Gergely Kulcsár
Speerwurf: Silber

Frauen
- Margit Nemesházi
100 m: im Halbfinale ausgeschieden
4-mal-100-Meter-Staffel: 7. Platz

- Erzsébet Bartos
100 m: im Vorlauf ausgeschieden
200 m: im Vorlauf ausgeschieden
4-mal-100-Meter-Staffel: 7. Platz

- Antónia Munkácsi
400 m: 4. Platz
4-mal-100-Meter-Staffel: 7. Platz

- Olga Kazi
400 m: im Vorlauf ausgeschieden
800 m: im Viertelfinale ausgeschieden

- Zsuzsa Szabó
800 m: 4. Platz

- Ida Such
4-mal-100-Meter-Staffel: 7. Platz

- Etelka Kispál
Weitsprung: 23. Platz

- Judit Bognár
Kugelstoßen: 11. Platz

- Jolán Kleiber-Kontsek
Kugelstoßen: 13. Platz
Diskuswurf: 6. Platz

- Judit Stugner
Diskuswurf: 10. Platz

- Márta Rudas
Speerwurf: Silber

### Moderner Fünfkampf
- Ferenc Török
Einzel: Gold 
Mannschaft: Bronze

- Imre Nagy
Einzel: 7. Platz
Mannschaft: Bronze

- Ottó Török
Einzel: 26. Platz
Mannschaft: Bronze

### Radsport
- János Juszkó
Straßenrennen: 24. Platz
Mannschaftszeitfahren: 12. Platz

- András Mészáros
Straßenrennen: 35. Platz
Mannschaftszeitfahren: 12. Platz

- Antal Megyerdi
Straßenrennen: 47. Platz

- László Mahó
Straßenrennen: 83. Platz
Mannschaftszeitfahren: 12. Platz

- Ferenc Stámusz
Mannschaftszeitfahren: 12. Platz

- Richárd Bicskey
Bahn Sprint: im Vorlauf ausgeschieden
Bahn Tandem: 5. Platz

- Ferenc Habony
Bahn Sprint: im Vorlauf ausgeschieden
Bahn 1000 m Zeitfahren: 18. Platz
Bahn Tandem: 5. Platz

### Ringen
- Imre Alker
Fliegengewicht, griechisch-römisch: in der 2. Runde ausgeschieden

- János Varga
Bantamgewicht, griechisch-römisch: in der 3. Runde ausgeschieden
Bantamgewicht, Freistil: in der 4. Runde ausgeschieden

- Imre Polyák
Federgewicht, griechisch-römisch: Gold

- Antal Rizmayer
Weltergewicht, griechisch-römisch: 5. Platz

- Géza Hollósi
Mittelgewicht, griechisch-römisch: 4. Platz
Mittelgewicht, Freistil: 5. Platz

- Ferenc Kiss
Halbschwergewicht, griechisch-römisch: 5. Platz

- István Kozma
Schwergewicht, griechisch-römisch: Gold

- Károly Bajkó
Weltergewicht, Freistil: in der 3. Runde ausgeschieden

- Imre Vígh
Halbschwergewicht, Freistil: in der 3. Runde ausgeschieden

- János Reznák
Schwergewicht, Freistil: in der 3. Runde ausgeschieden

### Schießen
- Gábor Balla
Schnellfeuerpistole 25 m: 23. Platz

- Szilárd Kun
Schnellfeuerpistole 25 m: 5. Platz

- Lajos Kelemen
Freie Pistole 50 m: 13. Platz

- Ferenc Gönczi
Freie Pistole 50 m: 20. Platz

- Zoltán Sándor
Freies Gewehr Dreistellungskampf 300 m: 16. Platz

- Imre Simkó
Freies Gewehr Dreistellungskampf 300 m: 19. Platz

- László Hammerl
Kleinkalibergewehr Dreistellungskampf 50 m: Bronze 
Kleinkalibergewehr liegend 50 m: Gold

- Tibor Jakosits
Kleinkalibergewehr Dreistellungskampf 50 m: 12. Platz
Kleinkalibergewehr liegend 50 m: 9. Platz

### Schwimmen
Männer
- Gyula Dobay
100 m Freistil: 7. Platz
4-mal-100-Meter-Freistil-Staffel: im Vorlauf ausgeschieden
4-mal-200-Meter-Freistil-Staffel: im Vorlauf ausgeschieden
4-mal-100-Meter-Lagen-Staffel: 6. Platz

- József Gulrich
100 m Freistil: im Vorlauf ausgeschieden
4-mal-100-Meter-Lagen-Staffel: 6. Platz

- Antal Száll
100 m Freistil: im Vorlauf ausgeschieden
4-mal-100-Meter-Freistil-Staffel: im Vorlauf ausgeschieden

- József Katona
400 m Freistil: im Vorlauf ausgeschieden
1500 m Freistil: 8. Platz
4-mal-200-Meter-Freistil-Staffel: im Vorlauf ausgeschieden

- László Szlamka
400 m Freistil: im Vorlauf ausgeschieden
4-mal-100-Meter-Freistil-Staffel: im Vorlauf ausgeschieden

- András Bodnár
400 m Freistil: im Vorlauf ausgeschieden

- Ákos Gulyás
200 m Rücken: im Vorlauf ausgeschieden
4-mal-100-Meter-Freistil-Staffel: im Vorlauf ausgeschieden

- György Kosztolánczy
400 m Lagen: 7. Platz
4-mal-200-Meter-Freistil-Staffel: im Vorlauf ausgeschieden

- Csaba Ali
400 m Lagen: im Vorlauf ausgeschieden
4-mal-200-Meter-Freistil-Staffel: im Vorlauf ausgeschieden

- József Csikány
200 m Rücken: im Halbfinale ausgeschieden
4-mal-100-Meter-Lagen-Staffel: 6. Platz

- Ferenc Lenkei
200 m Brust: im Halbfinale ausgeschieden
4-mal-100-Meter-Lagen-Staffel: 6. Platz

Frauen
- Csilla Madarász-Dobay
100 m Freistil: 6. Platz
4-mal-100-Meter-Freistil-Staffel: 4. Platz
4-mal-100-Meter-Lagen-Staffel: Finallauf nicht beendet

- Katalin Takács
100 m Freistil: im Halbfinale ausgeschieden
4-mal-100-Meter-Freistil-Staffel: 4. Platz

- Judit Turóczy
100 m Freistil: im Halbfinale ausgeschieden
4-mal-100-Meter-Freistil-Staffel: 4. Platz

- Éva Erdélyi
4-mal-100-Meter-Freistil-Staffel: 4. Platz

- Mária Frank
4-mal-100-Meter-Freistil-Staffel: 4. Platz

- Mária Balla-Lantos
100 m Rücken: im Vorlauf ausgeschieden
4-mal-100-Meter-Lagen-Staffel: Finallauf nicht beendet

- Zsuzsa Kovács
200 m Brust: im Vorlauf ausgeschieden
4-mal-100-Meter-Lagen-Staffel: Finallauf nicht beendet

- Márta Egerváry
100 m Schmetterling: im Halbfinale ausgeschieden
400 m Lagen: 8. Platz
4-mal-100-Meter-Lagen-Staffel: Finallauf nicht beendet

### Segeln
- György Fináczy
Finn-Dinghy: 13. Platz

### Turnen
Männer
- Rajmund Csányi
Einzelmehrkampf: 17. Platz
Boden: 41. Platz
Pferdsprung: 19. Platz
Barren: 18. Platz
Reck: 7. Platz
Ringe: 28. Platz
Seitpferd: 28. Platz
Mannschaftsmehrkampf: 9. Platz

- István Aranyos
Einzelmehrkampf: 28. Platz
Boden: 41. Platz
Pferdsprung: 30. Platz
Barren: 52. Platz
Reck: 21. Platz
Ringe: 49. Platz
Seitpferd: 28. Platz
Mannschaftsmehrkampf: 9. Platz

- Lajos Varga
Einzelmehrkampf: 35. Platz
Boden: 38. Platz
Pferdsprung: 100. Platz
Barren: 45. Platz
Reck: 14. Platz
Ringe: 46. Platz
Seitpferd: 60. Platz
Mannschaftsmehrkampf: 9. Platz

- András Lelkes
Einzelmehrkampf: 71. Platz
Boden: 78. Platz
Pferdsprung: 36. Platz
Barren: 55. Platz
Reck: 75. Platz
Ringe: 78. Platz
Seitpferd: 78. Platz
Mannschaftsmehrkampf: 9. Platz

- Győző Cser
Einzelmehrkampf: 74. Platz
Boden: 80. Platz
Pferdsprung: 105. Platz
Barren: 75. Platz
Reck: 40. Platz
Ringe: 54. Platz
Seitpferd: 87. Platz
Mannschaftsmehrkampf: 9. Platz

- Péter Sós
Einzelmehrkampf: 78. Platz
Boden: 74. Platz
Pferdsprung: 30. Platz
Barren: 60. Platz
Reck: 78. Platz
Ringe: 49. Platz
Seitpferd: 96. Platz
Mannschaftsmehrkampf: 9. Platz

Frauen
- Anikó Ducza-Jánosi
Einzelmehrkampf: 16. Platz
Boden: Bronze 
Pferdsprung: 30. Platz
Stufenbarren: 29. Platz
Schwebebalken: 11. Platz
Mannschaftsmehrkampf: 5. Platz

- Katalin Makray
Einzelmehrkampf: 18. Platz
Boden: 10. Platz
Pferdsprung: 51. Platz
Stufenbarren: Silber 
Schwebebalken: 16. Platz
Mannschaftsmehrkampf: 5. Platz

- Mária Tressel
Einzelmehrkampf: 21. Platz
Boden: 15. Platz
Pferdsprung: 55. Platz
Stufenbarren: 8. Platz
Schwebebalken: 17. Platz
Mannschaftsmehrkampf: 5. Platz

- Gyöngyi Mák-Kovács
Einzelmehrkampf: 25. Platz
Boden: 25. Platz
Pferdsprung: 35. Platz
Stufenbarren: 21. Platz
Schwebebalken: 22. Platz
Mannschaftsmehrkampf: 5. Platz

- Katalin Müller
Einzelmehrkampf: 27. Platz
Boden: 33. Platz
Pferdsprung: 46. Platz
Stufenbarren: 26. Platz
Schwebebalken: 10. Platz
Mannschaftsmehrkampf: 5. Platz

- Márta Tolnai-Erdős
Einzelmehrkampf: 32. Platz
Boden: 40. Platz
Pferdsprung: 21. Platz
Stufenbarren: 36. Platz
Schwebebalken: 34. Platz
Mannschaftsmehrkampf: 5. Platz

### Volleyball
Männer
- 6. Platz
Ferenc Tüske
Mihály Tatár
Ottó Prouza
István Molnár
Csaba Lantos
Ferenc Jánosi
Vilmos Iváncsó
László Gálos
Tibor Flórián
Béla Czafik
Gábor Bodó

### Wasserball
- Gold 
Miklós Ambrus
András Bodnár
Ottó Boros
Zoltán Dömötör
László Felkai
Dezső Gyarmati
Tivadar Kanizsa
György Kárpáti
János Konrád
Mihály Mayer
Dénes Pócsik
Péter Rusorán

### Wasserspringen
- József Dóra
10 m Turmspringen: 21. Platz